# Luka Pokupska
Luka Pokupska is een plaats in de gemeente Karlovac in de Kroatische provincie Karlovac. De plaats telt 410 inwoners (2001).